# Paradoxul pisicii unse cu unt

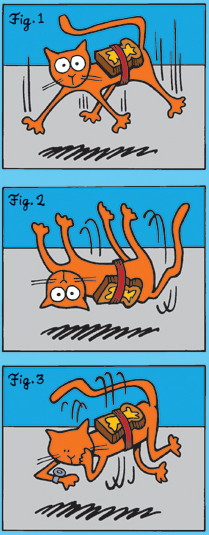
Paradoxul pisicii cu felia de unt în spinare. Desen de John Frazee.

Paradoxul pisicii unse cu unt sau paradoxul pisicii cu felia de unt în spinare este un paradox-glumă care pornește de la următoarele aforisme:
- Pisicile cad întotdeauna în picioare
- Feliile de pâine unse cu unt cad întotdeauna cu partea unsă în jos

Ce s-ar întâmpla dacă o pisică cade cu o felie de unt (partea unsă cu unt în sus) legată de spatele pisicii?
Paradoxul pisicii cu felia de unt în spinare a fost prezentat de artistul John Frazee din Kingston, New York, care a câștigat un concurs al revistei OMNI din 1993 despre paradoxuri (vezi imaginea din dreapta). Premiza de bază a acestui paradox-glumă a fost prezentată și de Michael Davis în The Tonight Show with Johnny Carson, la 22 iulie 1988.
Unii oameni susțin în glumă că experimentul va produce un efect anti-gravitațional. Ei afirmă ca pisica coboară spre pământ, dar coborârea va încetini și pisica va intra într-o stare de echilibru de rotație, deoarece picioarele pisicii și partea de sus a feliei încearcă fiecare să aterizeze pe pământ.
În iunie 2003, Kimberly Miner a câștigat un premiu Student Academy Award pentru filmul ei Perpetual Motion. Miner și-a bazat filmul pe o lucrare scrisă de un prieten de liceu care a explorat implicațiile potențiale ale ideii pisicii unse cu unt.

## Vezi și
- Listă de paradoxuri